# شاخ گاو
شاخ گاو فیلمی به کارگردانی و نویسندگی کیانوش عیاری محصول سال ۱۳۷۴ است.
داستان این فیلم اقتباسی از داستان «امیل و کارآگاهان» نوشته اریش کستنر نویسنده آلمانی است.

## خلاصه داستان
امیر پسر نوجوان شهرستانی است که به قصد دیدار مادربزرگش برای اولین بار با قطار راهی تهران می‌شود، اما در داخل کوپهٔ قطار مردی از خواب آلوده بودن امیر استفاده می‌کند و پول‌های او را به سرقت می‌برد…

## بازیگران
- حسن رضایی
- وحید شیخ‌زاده
- حامد کلاهداری
- جلال مقدم
- رسول توکلی
- ملیحه نظری
- مینا نوروزی
- الهام ابراهیمی
- محمد همت‌فر
- مهران مهدیان
- وینا برهمن
- پویا کرمی
- مجید حاجی پور چهارده
- رضا شمسایی
- غلامعلی ابوالمعصومی
- ساسان قجر
- فیروز
- نیما کاووسی
- مریم آقاپور
- غلامرضا اصانلو
- حسین چرمچی
- محمدعلی تندرو
- نادعلی قصرانی
- علی شریفیان
- نجف علی هادی
- داوود آسترکی
- وحید تجلایی
- هیراد اسماعیلی
- رضا فاطمی
- سپهر دنیاداری
- صنم آیتی
- سپیده کلاه داری
- اشکان اشتری
- بهزاد مقدم
- شهنام شهابی
- [عنایت
- فرمان جام شیر
- محمد بروجردی
- صالح گودرزی
- مجتبی گودرزی
- کاظم شریف
- سعید ملکی
- محمدباقر گودرزی
- بابک شیرازی
- میثم ترابی
- جلیلی نوری
- ظریفی
- حمید دلشکیب
- مجیدحاجی پور